# Petrovce, Rimavská Sobota
Petrovce este o comună slovacă, aflată în districtul Rimavská Sobota din regiunea Banská Bystrica. Localitatea se află la altitudinea de 236 m deasupra n.m., se întinde pe o suprafață de 19,1 km2 și în 2017 număra 224 de locuitori.

## Istoric
Localitatea Petrovce este atestată documentar din 1427.

## Demografie
| An:                | 1994 | 2004   | 2014    | 2024   |
| ------------------ | ---- | ------ | ------- | ------ |
| Număr de persoane: | 296  | 259    | 233     | 210    |
| Diferență:         |      | −12,5% | −10,03% | −9,87% |

| An:                | 2023 | 2024   |
| ------------------ | ---- | ------ |
| Număr de persoane: | 201  | 210    |
| Diferență:         |      | +4,47% |